# 2011年梅竹賽
民國100年（2011年）辛卯梅竹賽為第四十三屆國立清華大學與國立交通大學之間的梅竹賽，於該年3月4日至6日舉行。本屆賽事由國立交通大學主辦，國立清華大學協辦，賽事口號為「辛卯四三年，梅竹夜未眠」。賽事結果，國立交通大學以5.5比4取得總錦標。
開幕典禮由交大吳妍華校長與清大陳力俊校長主持。吳妍華表示，梅竹賽不只帶動學生的運動家精神，更藉由這些活動從中培養組織、協調、溝通與愛學校的能力。陳力俊表示，梅竹賽已行之有年，對於清交兩校而言，是一項重要的傳統。清交兩校目前有許多的合作研究計畫，便是建立於梅竹般的深厚情誼上。他形容梅竹賽是兩校的寶庫，願兩校同學能藉由梅竹賽的良性競爭，使雙方皆得以滿載而歸。

## 賽事結果

### 正式賽
| 項目   | 比賽日期                   | 勝隊 | 備註                   |
| ------ | -------------------------- | ---- | ---------------------- |
| 男桌   | 2011年3月4日               | 清大 | 4：1，清大勝           |
| 男羽   | 2011年3月4日               | 交大 |                        |
| 男籃   | 2011年3月5日               | 清大 | 72：63，清大勝         |
| 女籃   | 2011年3月5日               | 交大 | 71：61，交大勝         |
| 棒球   | 2011年3月5日               | 交大 | 7：2，交大勝           |
| 男網   | 2011年3月5日               | 清大 |                        |
| 棋藝   | 2011年3月5日               | 交大 | 0.5點                  |
| 橋藝   | 2011年3月5日－2011年3月6日 | 清大 |                        |
| 男排   | 2011年3月6日               | 交大 | 3：1，交大勝           |
| 女排   | 2011年3月6日               | 交大 | 3：2，交大勝           |
| 足球   |                            |      | 停賽                   |
| 總錦標 |                            | 交大 | 5.5：4，交大取得總錦標 |

### 表演賽
| 項目     | 比賽日期     | 勝隊 | 備註         |
| -------- | ------------ | ---- | ------------ |
| 田徑     | 2011年3月4日 | 交大 |              |
| 劍道     | 2011年3月4日 | 交大 |              |
| 辯論     | 2011年3月4日 | 清大 |              |
| 女網     | 2011年3月5日 | 交大 |              |
| 女羽     | 2011年3月6日 | 交大 |              |
| 散打搏擊 | 2011年3月6日 | 交大 | 3：2，交大勝 |
| 女桌     |              |      | 停賽         |

## 爭議

### 棋藝
圍棋項目因為交大認為清大有職業棋士，故提出兩校各派十四點，但清大認為以兩校社員人口來說派這麼多人不能維持高水平的賽事，故提議照舊以六點決勝負，以0.5點計算。

### 足球
清華大學期望比照大專盃公開組（舊稱甲組）的規則來辦理，交通大學方面則堅持以大專盃一般組（舊稱乙組）的規則進行；清大希望能讓體育績優生上場比賽，不然就是外籍生不得上場，因為清大認為外籍生屬於獨立招生管道，不應視為一般生，但交大認為依照大專盃規則，外籍生應視為一般生。雙方未能有共識，因而停辦。該年也是梅竹賽正式項目寫入規章後首次有單項正式賽停辦。

### 女桌
女桌表演賽因為交大前一年有一名女性選手同時參加桌球正式賽與女桌表演賽，故清大於今年提出同一名選手不得同時參加正式賽與表演賽，所以女桌表演賽宣布停辦。